# أنظر شاہ الكشمیري
أنظر شاه كشميري (1927-2008) كان عالمًا إسلاميًا هنديًا أسس جامعة الإمام أنور شاه في ديوبند وشارك في تأسيس وقف دار العلوم في ديوبند. كان خريجًا من دار العلوم ديوبند. كان الابن الأصغر للعالم الحنفي أنور شاه الكشميري.

## السيرة
وُلد أنظر شاه الكشميري في ديوبند في 6 كانون الأول 1927. كان والده أنور شاه كشميري عالمًا في الحديث. تخرج من دار العلوم ديوبند حيث درس على يد إعزاز علي أمروهي وحسين أحمد المدني.
في عام 1982، شارك شاه في تأسيس وقف دار العلوم. وأسس جامعة الإمام أنور شاه في ديوبند في عام 1997. عُين نائبا لرئيس لجنة حزب المؤتمر في أوتار براديش في عام 2004. وحصل على شهادة الشرف الرئاسية عام 2003 لمساهماته في اللغة العربية وآدابها.  

## الموت والإرث
عانى الكشميري من مشاكل في القلب والكلى لعدة سنوات وكان يتلقى العلاج في مستشفى السير جانجا رام في دلهي. توفي يوم السبت 26 نيسان 2008 في دلهي.
دُفن في ديوبند بجوار قبر والده أنور شاه كشميري على يد زوجته وست بنات وابن واحد هو أحمد خضر شاه كشميري، مستشار جامعة الإمام أنور شاه في ديوبند.

## الأعمال الأدبية
تتضمن كتب أنزار شاه كشميري ما يلي:
- تفسير الشاهي
- الفائز الجائري (عربي)
- أسماء الحسنى كي بركات
- نوادر الإمام الكشميري [7]
- تذكرة الإعزاز (سيرة إعزاز علي أمروهي).
- لال-و-جول
- نقش الدوام
- خير المجالس

## طالع أيضًا
- قائمة الديوبنديين[الإنجليزية]